# 愛さない
「愛さない」（あいさない）は、Kiroroの11枚目のシングル。2002年8月21日発売。発売元はビクターエンタテインメント。

## 概説
- 全薬工業「ジキニン」CMソング
- 金城綾乃が初めて表題曲の作詞・作曲を手掛ける。
- デビュー曲以来、3年間収録されてきたオリジナル・カラオケが、今回初めて収録されていない。

## 収録曲
1. 愛さない
  - 作詞・作曲：金城綾乃　編曲：重実徹
2. 君の声
  - 作詞・作曲：玉城千春　編曲：重実徹
3. てぃんさぐぬ花
  - 編曲：Kiroro